# Hjortlund Sogn
Hjortlund Sogn ist eine Kirchspielsgemeinde (dän.: Sogn)  im südlichen Dänemark. Bis 1970 gehörte sie zur Harde Ribe Herred im damaligen Ribe Amt, danach zur Ribe Kommune im erweiterten Ribe Amt, die im Zuge der Kommunalreform zum 1. Januar 2007 in der „neuen“ Esbjerg Kommune in der Region Syddanmark aufgegangen ist.
Im Kirchspiel leben 282 Einwohner (Stand:1. Januar 2023). Im Kirchspiel liegt die Kirche „Hjortlund Kirke“.
Nachbargemeinden sind im Norden Jernved Sogn, im Südosten Kalvslund Sogn, im Südwesten Farup Sogn und im Westen Vilslev Sogn.